# Saint-Cyr-sur-Loire
Saint-Cyr-sur-Loire é uma comuna francesa na região administrativa do Centro, no departamento Indre-et-Loire. Estende-se por uma área de 13,5 km². Em 2010 a comuna tinha 16 397 habitantes (densidade: 1 214,6 hab./km²).123 hab/km².